# Madison County (Texas)
Das Madison County ist ein County im Bundesstaat Texas der Vereinigten Staaten. Das U.S. Census Bureau hat bei der Volkszählung 2020 eine Einwohnerzahl von 13.455 ermittelt. Der Sitz der County-Verwaltung (County Seat) befindet sich in Madisonville.

## Geographie
Das County liegt östlich des geographischen Zentrums von Texas, etwa auf halber Strecke zu Louisiana und hat eine Fläche von 1224 Quadratkilometern, wovon 7 Quadratkilometer Wasserfläche sind. Es grenzt im Uhrzeigersinn an folgende Countys: Leon County, Houston County, Walker County, Grimes County, Brazos County und Robertson County.
Das County hat drei natürliche Grenzen: östlich den Trinity River, westlich den Navasota River und südlich teilweise den Bedias Creek.

## Geschichte
Madison County wurde 1853 aus Teilen des Grimes County, Leon County und Walker County gebildet. Benannt wurde es nach James Madison, dem vierten Präsidenten der Vereinigten Staaten.

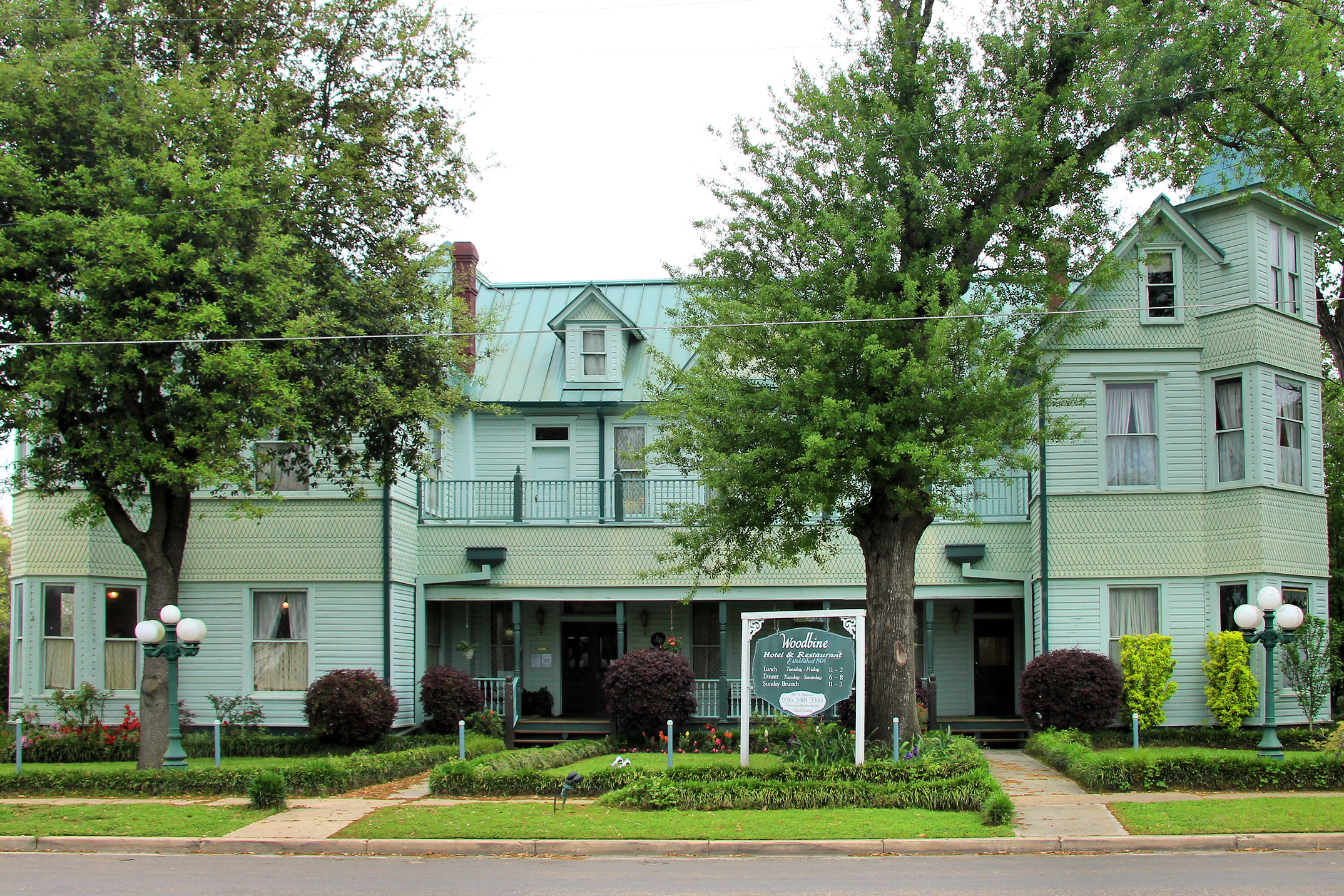
Shapira Hotel (2015)

Ein Bauwerk im County ist im National Register of Historic Places („Nationales Verzeichnis historischer Orte“; NRHP) eingetragen (Stand 27. November 2021), das Shapira Hotel.

## Demografische Daten
Nach der Volkszählung im Jahr 2000 lebten im Madison County 12.940 Menschen in 3.914 Haushalten und 2.837 Familien. Die Bevölkerungsdichte betrug 11 Einwohner pro Quadratkilometer. Ethnisch betrachtet setzte sich die Bevölkerung zusammen aus 66,79 Prozent Weißen, 22,87 Prozent Afroamerikanern, 0,32 Prozent amerikanischen Ureinwohnern, 0,39 Prozent Asiaten, 0,03 Prozent Bewohnern aus dem pazifischen Inselraum und 7,90 Prozent aus anderen ethnischen Gruppen; 1,72 Prozent stammten von zwei oder mehr Ethnien ab. 15,78 Prozent der Einwohner waren spanischer oder lateinamerikanischer Abstammung.
Von den 3.914 Haushalten hatten 31,5 Prozent Kinder oder Jugendliche, die mit ihnen zusammen lebten. 57,1 Prozent waren verheiratete, zusammenlebende Paare 11,7 Prozent waren allein erziehende Mütter und 27,5 Prozent waren keine Familien. 24,5 Prozent waren Singlehaushalte und in 12,4 Prozent lebten Menschen im Alter von 65 Jahren oder darüber. Die durchschnittliche Haushaltsgröße betrug 2,57 und die durchschnittliche Familiengröße betrug 3,05 Personen.
21,1 Prozent der Bevölkerung war unter 18 Jahre alt, 13,0 Prozent zwischen 18 und 24, 31,9 Prozent zwischen 25 und 44, 20,0 Prozent zwischen 45 und 64 und 14,0 Prozent waren 65 Jahre alt oder älter. Das Medianalter betrug 33 Jahre. Auf 100 weibliche Personen kamen 142,6 männliche Personen und auf 100 Frauen im Alter von 18 Jahren oder darüber kamen 155,1 Männer.
Das jährliche Durchschnittseinkommen eines Haushalts betrug 29.418 USD, das Durchschnittseinkommen einer Familie betrug 35.779 USD. Männer hatten ein Durchschnittseinkommen von 25.625 USD, Frauen 19.777 USD. Das Prokopfeinkommen betrug 14.056 USD. 12,3 Prozent der Familien und 15,8 Prozent der Einwohner lebten unterhalb der Armutsgrenze.

## Orte im County
- Antioch
- Connor
- Cottonwood
- Elwood
- George
- Laceola
- Madisonville
- Mecca
- Midway
- Normangee
- North Zulch